# Alcohol nicotínico
El alcohol nicotínico, ß-piridilcarbinol o roniacol es un derivado de la vitamina B3 empleado como agente hipolipemiante, vasodilatador y que puede disminuir la presión arterial. Se presenta en forma de cristal fácilmente soluble en agua y en alcohol, soluble en éter. Intervalo de fusión 147-148 °C.
Se sabe que el ácido nicotínico es un vasodilatador periférico de acción fugaz. Para que su acción sea más duradera y efectiva se forma este derivado sintético. Con su administración se provoca un enrojecimiento cutáneo principalmente en la cabeza y parte superior del tórax con sensación de calor; a pesar de ello la presión arterial no sufre mayor modificación. Se usa en las afecciones vasculares periféricas, como la arteriosclerosis obliterante de los miembros, fenómeno de Raynaud, tromboangeítis obliterante (enfermedad de Buerger), embolias arteriales, sabañones o la migraña asociada con espasmo vascular.
Fischer y Tebrock trabajaron con este medicamento en más de doscientos enfermos por más de tres años, consiguiendo netas mejorías, sobre todo en los síntomas de claudicación intermitente, curación de ulceraciones y otros.